# F. H. Maynard
Forster Herbert Martin „Sammy“ Maynard CB AFC (* 1. Mai 1893 in Waiuku, Neuseeland; † 26. Januar 1976) war ein britisches Fliegerass und Air Vice Marshal der Royal Air Force.

## Leben
Maynard wurde als Sohn eines Geistlichen der Church of England in Neuseeland geboren und kehrte mit seiner Familie als Kleinkind nach England zurück. Er studierte am University College London und kam zu Anfang des Ersten Weltkriegs als Ingenieur zur Royal Naval Division. Danach war er bis 1916 als Ausbilder beim Royal Naval Air Service. Ab 1917 war er dann als Pilot eines Sopwith Triplane des No. 1 Squadron an der Westfront eingesetzt. Am 29. April 1917 schoss er sein erstes feindliches Flugzeug ab; bis zum Kriegsende sollte er 6 Maschinen zerstören. Er erhielt für seine Verdienste das Air Force Cross.
Nach dem Krieg besuchte er das Royal College of Defence Studies und wurde schließlich als Stabsoffizier zeitweise Chef des Hauptquartiers der Royal Air Force im Irak.
Im Zweiten Weltkrieg wurde er Kommandeur der britischen Luftstreitkräfte auf Malta. Nach dem Beginn der Belagerung von Malta 1940 standen ihm nur vier Flugzeuge vom Typ Gloster Gladiator zur Verteidigung zur Verfügung. Trotzdem konnte eine Invasion der Insel durch die Wehrmacht abgewendet werden. Später diente er beim RAF Coastal Command und der No. 19 Group. Er verließ die Royal Air Force 1945 im Rang eines Air Vice Marshal (Generalmajor).
Sein Sohn Nigel Maynard wurde später Air Chief Marshal der RAF. Maynard starb 1976.

## Auszeichnungen
- Air Force Cross
- Companion of the Order of the Bath
- Legion of Merit
- Mentioned in dispatches